# Juliana Söderborg
Juliana Söderborg, född 27 mars 1745, död 16 juni 1799, var en finländsk väckelseledare. Hon var en ledande gestalt inom den extatiska väckelserörelsen, och tillsammans med Anna Rågel, Anna Lagerblad och Lisa Eriksdotter utgjorde hon en kvartett kvinnliga väckelseledare som bedjarrörelsen baserade sitt tidiga andliga arv på.
Hon var dotter till borgaren Gustaf Malmberg från Björneborg och Anna Mattsdotter. Från 1770 började Söderborg hålla bönestunder i hemmet, som blev mycket välbesökta. Till skillnad från andra kvinnliga väckelsepredikanter, som Anna Rågel och Anna Lagerblad, var hon inte extatiker, utan höll sina egna predikningar med egenskrivna böner, tolkningar och budskap. Hon gav skydd åt andra av samma slag, och skaffade sig en krets av predikanter: åtminstone tolv kvinnor och en man predikade i omgivningen inspirerade av henne. Söderborg ställdes 1774 inför rätta med sina predikanter åtalad för att ha brutit mot konventikelplakatet efter klagomål på hur hon lockade tjänare från sina arbeten och utmanade prästerskapets monopol. Hennes predikningar vände sig dock inte egentligen mot kyrkans lära, och hon och hennes anhängare respekterade prästerna och fullgjorde sin kyrkoplikt. Detta, i förening med att hon använde sig av pietisternas godkända argument om lekmannens andliga prästadöme, gjorde att hon slapp straff.
Hon gifte sig 1778 med underofficeren Henrik Alexander Söderborg.